# Mandav
Mandav é uma cidade e uma nagar panchayat no distrito de Dhar, no estado indiano de Madhya Pradesh.

## Demografia
Segundo o censo de 2001, Mandav tinha uma população de 8545 habitantes. Os indivíduos do sexo masculino constituem 51% da população e os do sexo feminino 49%. Mandav tem uma taxa de literacia de 32%, inferior à média nacional de 59.5%: a literacia no sexo masculino é de 41% e no sexo feminino é de 22%. Em Mandav, 20% da população está abaixo dos 6 anos de idade.